# Gran Premio di superbike di Misano Adriatico 2017
Il Gran Premio di Superbike di Misano Adriatico 2017 è stata la settima prova su tredici del campionato mondiale Superbike 2017, è stato disputato il 17 e 18 giugno sul circuito di Misano e in gara 1 ha visto la vittoria di Tom Sykes davanti a Alex Lowes e Jonathan Rea, la gara 2 è stata vinta da Marco Melandri che ha preceduto Jonathan Rea e Tom Sykes. Il successo di Melandri porta a 100 le vittorie di piloti italiani nel Campionato mondiale Superbike.
La vittoria nella gara valevole per il campionato mondiale Supersport 2017 è stata ottenuta da Kenan Sofuoğlu, mentre quella del campionato mondiale Supersport 300 è stata ottenuta da Mika Pérez.

## Risultati

### Gara 1

#### Arrivati al traguardo
| Pos. | Nº | Pilota             | Squadra                     | Motocicletta      | Giri | Tempo     | Griglia | Punti |
| ---- | -- | ------------------ | --------------------------- | ----------------- | ---- | --------- | ------- | ----- |
| 1º   | 66 | Tom Sykes          | Kawasaki Racing             | Kawasaki ZX-10RR  | 21   | 33'44.269 | 1º      | 25    |
| 2º   | 22 | Alex Lowes         | Pata Yamaha                 | Yamaha YZF R1     | 21   | +4.551    | 7º      | 20    |
| 3º   | 1  | Jonathan Rea       | Kawasaki Racing             | Kawasaki ZX-10RR  | 21   | +8.126    | 2º      | 16    |
| 4º   | 81 | Jordi Torres       | Althea BMW Racing           | BMW S 1000 RR     | 21   | +10.850   | 9º      | 13    |
| 5º   | 12 | Javier Forés       | BARNI Racing                | Ducati Panigale R | 21   | +13.649   | 8º      | 11    |
| 6º   | 50 | Eugene Laverty     | Milwaukee Aprilia           | Aprilia RSV4 RF   | 21   | +20.508   | 10º     | 10    |
| 7º   | 88 | Randy Krummenacher | Kawasaki Puccetti Racing    | Kawasaki ZX-10RR  | 21   | +22.498   | 11º     | 9     |
| 8º   | 40 | Román Ramos        | Kawasaki Go Eleven          | Kawasaki ZX-10RR  | 21   | +26.329   | 12º     | 8     |
| 9º   | 32 | Lorenzo Savadori   | Milwaukee Aprilia           | Aprilia RSV4 RF   | 21   | +28.965   | 13º     | 7     |
| 10º  | 35 | Raffaele De Rosa   | Althea BMW Racing           | BMW S 1000 RR     | 21   | +32.171   | 15º     | 6     |
| 11º  | 2  | Leon Camier        | MV Agusta Reparto Corse     | MV Agusta 1000 F4 | 21   | +38.314   | 6º      | 5     |
| 12º  | 15 | Alex De Angelis    | Pedercini Racing SC-Project | Kawasaki ZX-10RR  | 21   | +39.829   | 17º     | 4     |
| 13º  | 86 | Ayrton Badovini    | Grillini Racing             | Kawasaki ZX-10RR  | 21   | +50.478   | 20º     | 3     |
| 14º  | 37 | Ondřej Ježek       | Grillini Racing             | Kawasaki ZX-10RR  | 21   | +55.208   | 21º     | 2     |
| 15º  | 33 | Marco Melandri     | Aruba.it Racing - Ducati    | Ducati Panigale R | 21   | +1'02.645 | 3º      | 1     |

#### Non classificato
| Nº | Pilota       | Squadra        | Motocicletta    | Giri | Griglia |
| -- | ------------ | -------------- | --------------- | ---- | ------- |
| 6  | Stefan Bradl | Red Bull Honda | Honda CBR1000RR | 14   | 18º     |

#### Ritirati
| Nº | Pilota               | Squadra                  | Motocicletta      | Giri | Griglia |
| -- | -------------------- | ------------------------ | ----------------- | ---- | ------- |
| 7  | Chaz Davies          | Aruba.it Racing - Ducati | Ducati Panigale R | 20   | 4º      |
| 60 | Michael van der Mark | Pata Yamaha              | Yamaha YZF R1     | 14   | 5º      |
| 84 | Riccardo Russo       | Guandalini Racing        | Yamaha YZF R1     | 12   | 16º     |
| 36 | Leandro Mercado      | IODARacing               | Aprilia RSV4 RF   | 12   | 14º     |
| 61 | Fabio Menghi         | VFT Racing               | Ducati Panigale R | 3    | 19º     |

### Gara 2

#### Arrivati al traguardo
| Pos. | Nº | Pilota               | Squadra                  | Motocicletta      | Giri | Tempo     | Griglia | Punti |
| ---- | -- | -------------------- | ------------------------ | ----------------- | ---- | --------- | ------- | ----- |
| 1º   | 33 | Marco Melandri       | Aruba.it Racing - Ducati | Ducati Panigale R | 21   | 33'40.896 | 3º      | 25    |
| 2º   | 1  | Jonathan Rea         | Kawasaki Racing          | Kawasaki ZX-10RR  | 21   | +1.113    | 2º      | 20    |
| 3º   | 66 | Tom Sykes            | Kawasaki Racing          | Kawasaki ZX-10RR  | 21   | +1.285    | 1º      | 16    |
| 4º   | 60 | Michael van der Mark | Pata Yamaha              | Yamaha YZF R1     | 21   | +13.364   | 5º      | 13    |
| 5º   | 50 | Eugene Laverty       | Milwaukee Aprilia        | Aprilia RSV4 RF   | 21   | +19.917   | 10º     | 11    |
| 6º   | 32 | Lorenzo Savadori     | Milwaukee Aprilia        | Aprilia RSV4 RF   | 21   | +26.019   | 13º     | 10    |
| 7º   | 35 | Raffaele De Rosa     | Althea BMW Racing        | BMW S 1000 RR     | 21   | +29.724   | 15º     | 9     |
| 8º   | 88 | Randy Krummenacher   | Kawasaki Puccetti Racing | Kawasaki ZX-10RR  | 21   | +30.183   | 11º     | 8     |
| 9º   | 36 | Leandro Mercado      | IODARacing               | Aprilia RSV4 RF   | 21   | +37.447   | 14º     | 7     |
| 10º  | 6  | Stefan Bradl         | Red Bull Honda           | Honda CBR1000RR   | 21   | +42.651   | 18º     | 6     |
| 11º  | 86 | Ayrton Badovini      | Grillini Racing          | Kawasaki ZX-10RR  | 21   | +57.524   | 20º     | 5     |
| 12º  | 37 | Ondřej Ježek         | Grillini Racing          | Kawasaki ZX-10RR  | 21   | +1'10.654 | 21º     | 4     |

#### Ritirati
| Nº | Pilota          | Squadra                     | Motocicletta      | Giri | Griglia |
| -- | --------------- | --------------------------- | ----------------- | ---- | ------- |
| 81 | Jordi Torres    | Althea BMW Racing           | BMW S 1000 RR     | 17   | 9º      |
| 2  | Leon Camier     | MV Agusta Reparto Corse     | MV Agusta 1000 F4 | 14   | 6º      |
| 22 | Alex Lowes      | Pata Yamaha                 | Yamaha YZF R1     | 11   | 7º      |
| 15 | Alex De Angelis | Pedercini Racing SC-Project | Kawasaki ZX-10RR  | 6    | 17º     |
| 12 | Javier Forés    | BARNI Racing                | Ducati Panigale R | 6    | 8º      |
| 61 | Fabio Menghi    | VFT Racing                  | Ducati Panigale R | 6    | 19º     |
| 40 | Román Ramos     | Kawasaki Go Eleven          | Kawasaki ZX-10RR  | 3    | 12º     |

### Supersport

#### Arrivati al traguardo
| Pos. | Nº  | Pilota                | Squadra                         | Motocicletta        | Giri | Tempo     | Griglia | Punti |
| ---- | --- | --------------------- | ------------------------------- | ------------------- | ---- | --------- | ------- | ----- |
| 1º   | 1   | Kenan Sofuoğlu        | Kawasaki Puccetti Racing        | Kawasaki ZX-6R      | 19   | 31'35.425 | 1º      | 25    |
| 2º   | 16  | Jules Cluzel          | CIA Landlord Insurance Honda    | Honda CBR600RR      | 19   | +2.076    | 2º      | 20    |
| 3º   | 64  | Federico Caricasulo   | GRT Yamaha                      | Yamaha YZF R6       | 19   | +5.600    | 3º      | 16    |
| 4º   | 99  | Patrick Jacobsen      | MV Agusta Reparto Corse         | MV Agusta F3 675    | 19   | +6.696    | 8º      | 13    |
| 5º   | 111 | Kyle Smith            | GEMAR Team Lorini               | Honda CBR600RR      | 19   | +12.868   | 9º      | 11    |
| 6º   | 4   | Gino Rea              | Kawasaki Go Eleven              | Kawasaki ZX-6R      | 19   | +13.658   | 10º     | 10    |
| 7º   | 5   | Axel Bassani          | 3570 Puccetti Racing FMI        | Kawasaki ZX-6R      | 19   | +18.404   | 11º     | 9     |
| 8º   | 32  | Sheridan Morais       | Kallio Racing                   | Yamaha YZF R6       | 19   | +20.369   | 7º      | 8     |
| 9º   | 38  | Hannes Soomer         | WILSport Racedays               | Honda CBR600RR      | 19   | +22.985   | 14º     | 7     |
| 10º  | 13  | Anthony West          | EAB West Racing                 | Yamaha YZF R6       | 19   | +23.274   | 12º     | 6     |
| 11º  | 61  | Alessandro Zaccone    | MV Agusta Reparto Corse         | MV Agusta F3 675    | 19   | +29.164   | 16º     | 5     |
| 12º  | 26  | Kazuki Watanabe       | Kawasaki Go Eleven              | Kawasaki ZX-6R      | 19   | +30.835   | 21º     | 4     |
| 13º  | 47  | Rob Hartog            | Hartog - Jenik - Against Cancer | Kawasaki ZX-6R      | 19   | +34.184   | 24º     | 3     |
| 14º  | 77  | Kyle Ryde             | Kawasaki Puccetti Racing        | Kawasaki ZX-6R      | 19   | +34.416   | 19º     | 2     |
| 15º  | 78  | Hikari Ōkubo          | CIA Landlord Insurance Honda    | Honda CBR600RR      | 19   | +37.018   | 33º     | 1     |
| 16º  | 10  | Nacho Calero          | Orelac Racing VerdNatura        | Kawasaki ZX-6R      | 19   | +38.116   | 17º     |       |
| 17º  | 56  | Péter Sebestyén       | SSP Hungary by Pedercini Racing | Kawasaki ZX-6R      | 19   | +46.222   | 34º     |       |
| 18º  | 44  | Roberto Rolfo         | Factory Vamag                   | MV Agusta F3 675    | 19   | +49.728   | 23º     |       |
| 19º  | 73  | Jacopo Cretaro        | Phoenix Suzuki Racing           | Suzuki GSX-R600     | 19   | +50.624   | 29º     |       |
| 20º  | 74  | Jaimie van Sikkelerus | MVR Racing                      | Yamaha YZF R6       | 19   | +51.971   | 27º     |       |
| 21º  | 92  | Hiromichi Kunikawa    | CIA Landlord Insurance Honda    | Honda CBR600RR      | 19   | +1'04.962 | 30º     |       |
| 22º  | 82  | Lorenzo Cipiciani     | VUEFFE Corse                    | Honda CBR600RR      | 19   | +1'20.040 | 25º     |       |
| 23º  | 35  | Stefan Hill           | Profile Racing                  | Triumph Daytona 675 | 19   | +1'20.723 | 26º     |       |
| 24º  | 9   | Connor London         | Phoenix Suzuki Racing           | Suzuki GSX-R600     | 18   | +1 giro   | 31º     |       |

#### Ritirati
| Nº  | Pilota              | Squadra                         | Motocicletta        | Giri | Griglia |
| --- | ------------------- | ------------------------------- | ------------------- | ---- | ------- |
| 81  | Luke Stapleford     | Profile Racing                  | Triumph Daytona 675 | 9    | 6º      |
| 48  | Giuseppe Scarcella  | GEMAR Team Lorini               | Honda CBR600RR      | 8    | 32º     |
| 70  | Robin Mulhauser     | CIA Landlord Insurance Honda    | Honda CBR600RR      | 5    | 22º     |
| 84  | Loris Cresson       | Race Department ATK#25          | Yamaha YZF R6       | 5    | 15º     |
| 63  | Zulfahmi Khairuddin | Orelac Racing VerdNatura        | Kawasaki ZX-6R      | 4    | 20º     |
| 66  | Niki Tuuli          | Kallio Racing                   | Yamaha YZF R6       | 4    | 18º     |
| 83  | Lachlan Epis        | Response RE Racing              | Kawasaki ZX-6R      | 4    | 28º     |
| 144 | Lucas Mahias        | GRT Yamaha                      | Yamaha YZF R6       | 2    | 4º      |
| 11  | Christian Gamarino  | BARDAHL EVAN BROS. Honda Racing | Honda CBR600RR      | 2    | 5º      |
| 163 | Davide Stirpe       | Factory Vamag                   | MV Agusta F3 675    | 0    | 13º     |

### Supersport 300

#### Arrivati al traguardo
| Pos. | Nº  | Pilota             | Squadra                     | Motocicletta       | Giri | Tempo      | Griglia | Punti |
| ---- | --- | ------------------ | --------------------------- | ------------------ | ---- | ---------- | ------- | ----- |
| 1º   | 88  | Mika Pérez         | WILSport Racedays           | Honda CBR500R      | 13   | +24'53.953 | 1º      | 25    |
| 2º   | 80  | Armando Pontone    | IODA Racing                 | Yamaha YZF-R3      | 13   | +0.027     | 9º      | 20    |
| 3º   | 15  | Alfonso Coppola    | SK Racing                   | Yamaha YZF-R3      | 13   | +0.137     | 5º      | 16    |
| 4º   | 20  | Dorren Loureiro    | DS Junior Team              | Yamaha YZF-R3      | 13   | +0.535     | 11º     | 13    |
| 5º   | 6   | Robert Schotman    | GRT Yamaha WorldSSP300 Team | Yamaha YZF-R3      | 13   | +0.666     | 3º      | 11    |
| 6º   | 41  | Marc García        | Halcourier Racing           | Yamaha YZF-R3      | 13   | +0.705     | 2º      | 10    |
| 7º   | 25  | Borja Sánchez      | Halcourier Racing           | Yamaha YZF-R3      | 13   | +9.195     | 10º     | 9     |
| 8º   | 22  | Mykyta Kalinin     | Team MOTOXRACING            | Yamaha YZF-R3      | 13   | +9.252     | 13º     | 8     |
| 9º   | 87  | Angelo Licciardi   | Team Trasimeno              | Yamaha YZF-R3      | 13   | +9.433     | 16º     | 7     |
| 10º  | 33  | Daniel Valle       | Halcourier Racing           | Yamaha YZF-R3      | 13   | +9.520     | 8º      | 6     |
| 11º  | 18  | Alex Murley        | Team Toth                   | Yamaha YZF-R3      | 13   | +9.983     | 12º     | 5     |
| 12º  | 75  | Scott Deroue       | MTM HS Kawasaki             | Kawasaki Ninja 300 | 13   | +10.204    | 14º     | 4     |
| 13º  | 84  | Michael Carbonera  | SK Racing                   | Yamaha YZF-R3      | 13   | +10.429    | 20º     | 3     |
| 14º  | 2   | Ana Carrasco       | ETG Racing                  | Kawasaki Ninja 300 | 13   | +13.863    | 15º     | 2     |
| 15º  | 14  | Enzo de la Vega    | GRT Yamaha WorldSSP300 Team | Yamaha YZF-R3      | 13   | +17.810    | 17º     | 1     |
| 16º  | 27  | Filippo Rovelli    | ParkinGO DS Junior Team     | Yamaha YZF-R3      | 13   | +37.498    | 19º     |       |
| 17º  | 49  | Marco Carusi       | 3579 Made in CIV            | Kawasaki Ninja 300 | 13   | +38.105    | 31º     |       |
| 18º  | 23  | Manuel Bastianelli | 3750 Made by CIV            | Kawasaki Ninja 300 | 13   | +38.112    | 25º     |       |
| 19º  | 56  | Nicola Bernabè     | GP Project Team             | Kawasaki Ninja 300 | 13   | +38.203    | 35º     |       |
| 20º  | 64  | Asrin Rodi Pak     | Kawasaki Puccetti Racing    | Kawasaki Ninja 300 | 13   | +38.609    | 27º     |       |
| 21º  | 9   | Ruben Doorakkers   | MVR Racing                  | Yamaha YZF-R3      | 13   | +39.639    | 36º     |       |
| 22º  | 130 | Renzo Ferreira     | Kallio Racing               | Yamaha YZF-R3      | 13   | +43.079    | 26º     |       |
| 23º  | 53  | Valentin Grimoux   | Team Toth                   | Yamaha YZF-R3      | 13   | +43.492    | 29º     |       |
| 24º  | 19  | Edoardo Rovelli    | ParkinGO DS Junior Team     | Yamaha YZF-R3      | 13   | +1'03.037  | 33º     |       |
| 25º  | 7   | Nicola Settimo     | Bierreti by 2R              | Yamaha YZF-R3      | 13   | +1'04.899  | 37º     |       |
| 26º  | 21  | Avalon Biddle      | Sourz Foods - Benjan Racing | Kawasaki Ninja 300 | 13   | +1'08.603  | 30º     |       |
| 27º  | 11  | Nicolas Cupaioli   | 3ENNE#Racing                | Yamaha YZF-R3      | 13   | +1'29.770  | 38º     |       |
| 28º  | 35  | Alex Triglia       | Scuderia Maranga Racing     | Honda CBR500R      | 13   | +1'35.846  | 21º     |       |

#### Ritirati
| Nº  | Pilota                    | Squadra                             | Motocicletta       | Giri | Griglia |
| --- | ------------------------- | ----------------------------------- | ------------------ | ---- | ------- |
| 12  | Ali Adriansyah Rusmiputro | Petramina Almeria Racing Team       | Yamaha YZF-R3      | 9    | 22º     |
| 26  | Jared Schultz             | DDM by BWG_Bike & Motor RT_Grimaldi | Kawasaki Ninja 300 | 9    | 28º     |
| 17  | Gabriel Noderer           | Scuderia Maranga Racing             | Honda CBR500R      | 7    | 23º     |
| 28  | Paolo Giacomini           | Terra e Moto                        | Yamaha YZF-R3      | 6    | 18º     |
| 95  | Giuseppe De Gruttola      | SK Racing                           | Yamaha YZF-R3      | 5    | 4º      |
| 79  | Chris Taylor              | MTM HS Kawasaki                     | Kawasaki Ninja 300 | 5    | 7º      |
| 91  | Luca Bernardi             | SK Racing                           | Yamaha YZF-R3      | 3    | 6º      |
| 13  | Jacopo Facco              | 2R Road Racing                      | Yamaha YZF-R3      | 2    | 24º     |
| 26  | Luke Hopkins              | Hopkins Racing                      | Kawasaki Ninja 300 | 1    | 34º     |
| 121 | Kimi Patova               | Kallio Racing                       | Yamaha YZF-R3      | 0    | 32º     |